# نیمک (گروه موسیقی)
نیمک‎/ˈniːm[invalid input: 'ɨ']k/‎ (به دانمارکی: Mnemic) یک گروه هوی متال دانمارکی از شهر آلبورگ است که در سال ۱۹۹۸ آغاز به کار کرد. موسیقی آنها، تلفیقی بین سبک‌های متال‌کور، ملودیک دث متال، اینداستریال متال و پراگرسیو متال توصیف می‌شود و عناصر اضافی ترش متال و گروو متال نیز در موسیقی‌شان استفاده شده است. خود گروه سبک خودشان را "فیوچر فیوژن متال" توصیف می‌کند.

## اعضا

### اعضا کنونی
- گوییلامه بیدو : خواننده  (۲۰۰۶ تا کنون)
- میرچا گابریل افتمی : گیتار، کیبورد  (۱۹۹۸ تا کنون)
- ویکتور-ری سالومونسن : گیتار  (۲۰۱۱ تا کنون)
- سیمونه برتوزی : بیس  (۲۰۱۱ تا کنون)
- برایان لارسن : درام  (۲۰۱۱ تا کنون)

### اعضا پیشین
- میکاییل بوئیباله : خواننده  (۲۰۰۱ تا ۲۰۰۵)
- میکل لارسن : بیس  (۱۹۹۸ تا ۲۰۰۳)
- مارک بای : خواننده  (۱۹۹۸ تا ۲۰۰۱)
- توماس "اوبیست" کوفود : بیس  (۲۰۰۳ تا ۲۰۱۱)
- رون استیگارت : گیتار  (۱۹۹۹ تا ۲۰۱۱)
- برایان "بریل" راسموسن : درام  (۱۹۹۸ تا ۲۰۱۱)